# Monäs
Monäs är en by i Munsala i Nykarleby stad och en av Munsalas fyra sjöbyar. I byn finns den 2,5 km långa badstranden Storsand och lägerområdena Klippan och Hummelholmen. 
Sedan 1980 har den kristna konst- och musikfestivalen Humlefestivalen ordnats på Hummelholmen. Monäsrodden är en tävling mellan allmogebåtar från hela Österbotten som ordnats årligen sedan 2001  och drar mellan 2000 och 3000 besökare. 
Utanför Monäs ligger Stubben, en fyr, en före detta lotsstation och ett fiskeläge som i århundraden använts av byborna.